# 富田美憂
富田美憂（日语：／ Tomita Miyu，1999年11月15日—），日本女性配音員、歌手。AMUSE所屬。出身於埼玉縣。A型血。

## 經歷
小學時期對電視動畫《吸血鬼騎士》擔當主演的宮野真守憧憬，而開始對配音業界產生興趣。
2014年於第一屆「Ani☆Tan！」新人徵選的總決賽時被經紀公司AMUSE選上，並於同年舉辦的「2014聲優Artist育成Program Selection」獲得最優秀獎。
出道作是2015年播出的《干物妹！小埋》（土間大平〈幼年時期〉）。次年以《偶像學園STARS！》（虹野夢）第一次擔當主角配音。
2018年，從遊戲《ARCA LAST 終焉世界與歌姬的果實》衍生的聲優組合「Kleissis」成員中選出。
2019年，作為動畫《我們真的學不來！》出演，與白石晴香、鈴代紗弓組成聲優組合「Study」開始活動。同年11月13日加入日本古倫美亞作為歌手出道。

## 人物
- 高中時期是漫畫研究社所屬[5]。喜歡的科目是英語和美術[10]。
- 興趣、特長：繪畫、遊戲、空手道[2]。空手道擅長上段回蹴，喜歡《歌之王子殿下》和《薄桜鬼》等女性向遊戲[10][5]。
- 喜歡唱歌、跳舞、迪士尼[10]。
- 喜歡的食物：蘋果、栗子[10]。
- 喜歡的動物：狼、犬、白毛老虎及昆蟲之外的所有動物，家裡有養犬，「洽普」、豆柴 (こはく)[10][11]。
- 假如用「簡而言之…」進行質問時，她會回答「行為可疑」[3]。喜歡的一句話是「思考不如挑戰！」[3]。
- 如果是原作改編的作品，富田說她會先了解角色的思維方式和行為，然後在試鏡中會臨場表現[12]。

## 演出
粗體字表示主要角色。

### 電視動畫
2015年
- 我家有個魚乾妹（女、女學生、土間大平〈幼年時期〉、女孩子、男孩子）
- 請問您今天要來點兔子嗎??（同級生A）

2016年
- 百無禁忌！女高中生私房話（宅妹子）
- 偶像學園STARS！（虹野夢）
- B-PROJECT ～鼓動＊Ambitious～（歌迷B、女高中生A）

2017年
- 廢天使加百列（天真·加百列·懷特）
- 雛子的筆記（夏川玖井菜）
- sin 七大罪（美菜）
- 來自深淵（莉可）
- 舞動青春（赤城賀壽〈幼少時期〉）
- 活擊 刀劍亂舞
- 我家有個魚乾妹R（山口步步美）
- 國王遊戲 The Animation（松本亞美、上田陽介〈幼年時期〉）
- 牙狼〈GARO〉-VANISHING LINE-（路克〈幼少時期〉）

2018年
- OVERLORD II（緹娜）
- 三顆星彩色冒險（女高中生）
- 屁屁偵探（小梅、藤崎、棒球少年）
- 京都寺町三條商店街的福爾摩斯（真城葵）
- 妖怪旅館營業中（銀次〈幼年時期〉）
- Banana Fish（麥可）
- 隔壁的吸血鬼美眉（蘇菲·托萊特）
- 尤利西斯 貞德與鍊金騎士（卡特莉娜）

2019年
- 荒野的壽飛行隊（千花）
- 我們真的學不來！（緒方理珠）
- RobiHachi（阿花）
- 女高中生的虛度日常（有病／山本美波）
- 平凡職業造就世界最強（園部優花）
- 放學後桌遊俱樂部（大野翠）
- 偶像學園 on Parade！（虹野夢）
- 我們真的學不來！2（緒方理珠）
- Z/X Code reunion（月形由仁）

2020年
- 奇幻☆怪盜？（星里夢未、吼吼熊）
- 異種族風俗娘評鑑指南（可利姆維兒／可利多莉姆）
- 異獸魔都（惠比壽）
- 科學超電磁砲T（警策看取）
- 球詠（川口息吹）
- 輝夜姬想讓人告白？～天才們的戀愛頭腦戰～（伊井野御子）
- 攀岩！-Sport Climbing Girls-（杉浦野野華）
- One Room 3rd Season（琴川晶）
- 熊熊勇闖異世界（修莉）
- 土下座跪求給看（見瀨内花南、鹽屋令）
- 無能力者娜娜（佐佐木友香）
- 排球少年!! TO THE TOP（山本茜）
- 池袋西口公園（薰）

2021年
- 只有我能進入的隱藏迷宮（艾瑪·布萊特涅斯）
- EX-ARM（世界樹）
- 裏世界遠足（瀨戶茜理）
- WIXOSS DIVA(A)LIVE（Ex）
- 偶像活動Planet！（仙境故事）
- Vivy -Fluorite Eye's Song-（霧島桃佳）
- 戰鬥員派遣中！（如月愛麗絲）
- 大運動會 ReSTART！（雪莉·王）
- Love Live! Superstar!!（八重）
- 暗黑企業的迷宮（魔王／索拉）
- 平穩世代的韋駄天們（皮特）
- 異世界食堂2（茱莉艾塔）

2022年
- 食鏽末世錄（大茶釜滋露）
- 平凡職業造就世界最強 2nd season（園部優花）
- 怪人開發部的黑井津小姐（梅露蒂）
- Estab-Life Great Escape（少女客人）
- 輝夜姬想讓人告白-超級浪漫-（伊井野御子）
- 女忍者椿的心事（馬利筋）
- 鬼褲衩（一寸法子）
- 骸骨騎士大人異世界冒險中（千代女）
- 闇影詩章F（小鳥遊ツバサ、ウィンギー）
- 盾之勇者成名錄 Season2（風山絆）
- 歡迎來到實力至上主義的教室 2nd Season（真鍋志保）
- 盛開的阿斯諾特莉亞 吸！（小阿爾貝爾）
- 來自深淵 烈日的黃金鄉（莉可）
- 天籟人偶（月下）
- OVERLORD IV（緹娜）
- 武藏野！（壽能栽子）
- Love Live! Superstar!! 第2期（八重）
- SHINE POST（虎渡譽）
- 繼母的拖油瓶是我的前女友（東頭伊佐奈）
- 新來的女傭有點怪（中島夏芽）
- 機動戰士GUNDAM 水星的魔女（雀丘利·潘蘭杞）
- 忍之一時（椿里美）
- 秋葉原冥途戰爭（牛女僕）

2023年
- 傲嬌反派千金莉潔洛特與實況主遠藤同學及解說員小林同學（菲妮）
- 妖幻三重奏（風卷祭里〈女〉）
- 異世界悠閒農家（芙蘿拉）
- 我想成為影之強者！（664）
- 英雄王，為了窮盡武道而轉生～而後成為世界最強見習騎士♀～（由亞）
- 輝夜姬想讓人告白-永不結束的初吻-（伊井野御子）
- 熊熊勇闖異世界 PUNCH！（修莉）
- 為美好的世界獻上爆焰！（軟呼呼）
- 在無神世界裡進行傳教活動（貝爾托蘭〈女〉）
- 可愛過頭大危機（亞妻紗紗羅）
- 轉生成自動販賣機的我今天也在迷宮徘徊（茠伊）
- 聖者無雙～上班族的異世界生存之道～（米爾提）
- 超超超超超喜歡你的100個女朋友（院田唐音）
- 我想成為影之強者！ 2nd season（664）
- 破滅的王國（嘉米）
- 豬肝記得煮熟再吃（瑟蕾絲）
- 香格里拉·開拓異境～糞作獵手挑戰神作～（比菈可）

2024年
- 歡迎來到實力至上主義的教室 3rd Season（真鍋志保）
- 秒殺外掛太強了，異世界的傢伙們根本就不是對手。（壇之浦知千佳）
- 我獨自升級（朝比奈凜）
- 佐佐木與文鳥小嗶（艾莎）
- 迷宮飯（米克貝爾）
- 魔女與野獸（赫爾加·貝爾貝特）
- 公主殿下，「拷問」的時間到了（芭妮菈·佩修茲）
- 婚戒物語（茉璃兒）
- 夜晚的水母不會游泳（渡瀨綺羽衣）
- 神明渴求著遊戲。（謎樣美少女／烏洛波羅斯）
- 單人房、日照一般、附天使。（紬的弟弟）
- 戰鬥陀螺X（熱氣合）
- SHY 東京奪還篇（飛鳥とじ子）
- 這是妳與我的最後戰場，或是開創世界的聖戰 Season II（冥）
- 為何我的世界被遺忘了？（海茵瑪莉露）
- 異世界失格（索露露）
- 膽大黨（姆子）
- Love Live! Superstar!! 第3期（八重）
- 香格里拉·開拓異境～糞作獵手挑戰神作～ 2nd season（比菈可）
- 2.5次元的誘惑（檸檬）

2025年
- 我獨自升級 Season 2 -Arise from the Shadow-（朝比奈凜）
- 天久鷹央的推理病歷表（木村真夏）
- 中年男的異世界網購生活（米雅蕾）
- 超超超超超喜歡你的100個女朋友 第2期（院田唐音）
- 不幸職業【鑑定士】其實是最強的（伊歐安娜）
- 拜託請穿上，鷹峰同學（黑崎瑠理香）
- 神椿市建設中。（はすたー）
- 轉生成自動販賣機的我今天也在迷宮徘徊 2nd season（茠伊）
- 膽大黨 第2期（姆子）
- 末世二輪之旅（愛理）
- 最後可以再拜託您一件事嗎？（納納卡）

2026年
- 公主殿下，「拷問」的時間到了（第2期）（芭妮菈·佩修茲）

時期未定
- 婚戒物語 第2期（茉璃兒）
- 魔法少女育成計畫restart（滴答貝兒）

### 電影動畫
2016年
- 劇場版 牙狼〈GARO〉 -DIVINE FLAME-（洛貝魯特·路易斯）
- 劇場版 Aikatsu！偶像活動！（虹野夢）

2019年
- 來自深淵 劇場版總集篇 前編：啟程的黎明（莉可）
- 來自深淵 劇場版總集篇 後編：流浪之黃昏（莉可）
- Hello WeGo！（哈魯特）
- 劇場版 為美好的世界獻上祝福！紅傳說（軟呼呼）

2020年
- 劇場版 來自深淵 深沉靈魂的黎明（莉可）
- 劇場版 高校艦隊（千葉沙千帆）
- 荒野的壽飛行隊 完全版（千花）

2021年
- 龍與雀斑公主
- 扶桑花女孩之舞（女性主持人）

2022年
- 通往夏天的隧道，再見的出口
- 劇場版 關於我轉生變成史萊姆這檔事 紅蓮之絆篇（紫色始祖）

2024年
- 劇場版 排球少年！！ 垃圾場的決戰（山本茜）
- Code Geass 奪還的Roze（琉高遙）
- 我的鬼女孩（紬）

2026年
- 來自深淵 覺醒的神祕（莉可）

### OVA
2017年
- 廢天使加百列（加百列）

2019年
- 我家的女僕有夠煩！（笨女僕）
- 我們真的學不來！（2019～2020，緒方理珠）

2020年
- 排球少年!! 陸 VS 空（山本茜）
- 搖曳莊的幽奈小姐（轟紫音）※隨著單行本第24冊同梱版的發行附贈動畫版BD。

2021年
- 土下座跪求給看（精靈小姐）※Blu-ray限定收錄第13話
- 輝夜姬想讓人告白？～天才們的戀愛頭腦戰～（伊井野御子）※隨漫畫第22卷OVA同梱版發行

### 網路動畫
2010年代
- 交鋒聯盟 機巧一族（2019年）
- 少女☆寸劇 All-Star Light（2019年，野野宮拉拉芬）
- 齊木楠雄的災難 再啟動篇（2019年，健太）

2020年代
- 偶像活動 on Parade！Dream Story（2020年，虹野夢）
- 哈磊露亞 -命運的選擇-（2020年，凪）
- 突擊莉莉 Fruits（2021年，定盛姬歌）
- POKÉTOON「胖丁之歌」（2021年，小杏）
- CINDERELLA GIRLS 10th Anniversary Celebration Animation ETERNITY MEMORIES（2022年，砂塚明）
- 關於我轉生變成史萊姆這檔事 柯里烏斯之夢（2023年，紫色始祖）

### 遊戲
2016年
- 偶像活動Stars！（虹野夢）
- Aikatsu！偶像活動！Photo on stage（虹野夢）
- 碧藍幻想（克羅埃·勒梅爾）
- 白貓Project（千歲）
- 白貓網球（莉莉佳）

2017年
- 魔法使與黑貓維茲（梨莎）
- 交鋒聯盟（洗KID ）
- Princess Principal GAME OF MISSON
- 無夜國度2 ～新月的新娘～
- 光輝戰史理想年代記（緹奧）

2018年
- 女友伴身邊（島田泉）
- 王之襲擊
- Data Carddass 偶像活動Friends！（虹野夢）
- 極光的雷姆利亞 ～Hidden elements～（伊芙）
- 世界樹的迷宮X
- 溫泉女孩之華Collection（鬼怒川日向）
- 少女☆歌劇Revue Starlight -Re LIVE-（野野宮菈菈芬）
- 恆星少女 -Do The Scientists Dream of Girls'Asterism？-（五車五）

2019年
- 非人類學園（觀音）
- Arc of Alchemist（夏蓉·華拉）
- 荒野的壽飛行隊 天空的起飛少女！（千花）
- MASS FOR THE DEAD（緹娜）
- 鳥籠 廢鐵進行曲（愛可）
- 怪物彈珠（2019年 - 2023年 天津甕星、紅星真白、艾緹兒、芳達妲思）
- Shadowverse（璐涅絲）
- 棕色塵埃
- ARCA LAST 終焉世界與歌姬的果實（林堂晶）
- Ark Resona（林吉·佩里特）
- Data Carddass 偶像學園 on Parade！（虹野夢）
- 蒼藍誓約（雀鷹）

2020年
- Action對魔忍（風魔響）
- ART CODE SUMMONER（讓-奧諾雷·弗拉戈納爾）
- 逝血龍痕（巫女）
- 英雄王國（尼克斯）
- 黑騎士與白魔王（福爾圖娜）
- 社長，戰鬥的時間到了！（ヴィー·ヴェラン）
- Starea Days Wicked（提尼）
- 車站回憶（象潟彩華）
- CARAVAN STORIES
- 偶像大師 灰姑娘女孩／星光舞台（砂塚明）
- 動物朋友3（白鼬）
- 一騎當千 Extra Burst（桂樹）
- Final Gear 重裝戰姬
- 夢幻之星：伊多拉傳說
- 魔法禁書目錄 幻想收束（警策看取）
- 櫻花革命 ～綻放的少女們～（犬飼）
- 明日方舟（卡夫卡）
- 重裝戰姬（紫）

2021年
- Assault Lily Last Bullet（定盛姬歌）
- Blue Archive（圓堂志美子）
- 盛開的阿斯諾特莉亞（小阿爾貝爾）
- 碧藍航線（紐澤西）

2022年
- 原神（萊依拉）
- 聖火降魔錄無雙 風花雪月（謝茲（女））
- 聖火降魔錄 英雄雲集（謝茲（女））

2024年
- 聖火降魔錄 英雄雲集（蒂娜）
- 鳴潮（釉瑚）
- 寶可夢大師（克拉拉）
- 超異域公主連結 Re:Dive（格蕾斯）

### 廣播劇CD
- 劇場版 Aikatsu！偶像活動！ 原聲廣播劇CD（2017年，虹野夢）
- 明明是以劍士為目標入學的魔法適性卻有9999!?（2017年，白）[注 2]
- 電視動畫/Data Carddass『Aikatsu！偶像活動！』&『偶像學園STARS！』特別廣播劇CD（2018年，虹野夢）

### 外語配音

#### 電影／電視影集
| 作品年份 | 作品名稱 | 配演角色      | 演員            | 媒介        |
| -------- | -------- | ------------- | --------------- | ----------- |
| 2012     | 魂歸故里 | 維多          | 史旺·南博汀     | DVD版本     |
| 2017     | 重綻光芒 | 貝莉·安德魯斯 | 阿弗瑞·阿倫德斯 | 影碟版本    |
| 2019     | 凱莉隊長 | 凱莉·康拉德   | 布里亞娜·薩拉斯 | Netflix頻道 |

#### 動畫
- 熊熊遇見你（朴小可〈查琳·李（英语：Charlyne Yi） 配音〉）

### 舞台
- 新聞物語（日语：新聞物語） ～Leading Live～（2018年5月9日－5月10日，野方區民Hall）－（Panda-Soft（日语：ぱんだソフト））

### 廣播節目
※記號表示說明網路廣播。
- 百無禁忌！女高中生私房話（2016年，HiBiKi Radio Station（日语：HiBiKi Radio Station））※[131]
- 廢天使加百列 ～天使與惡魔的分享屋～（2017年，音泉）※[132]
- 雛子的筆記 春夏秋冬電台（2017年，音泉）※[133]
- 來自深淵 ～莉可與娜娜奇的探窟電台～（2017年，音泉）※[134]
- Radio+（2018年－2019年，超！A&G+）※[135]
- 富田美憂的即使是電台！Always forward!!（2019年，JFN PARK）※[136]
- 富田美憂 包（2020年1月，漫畫Park（日语：マンガPark））※
- 富田美憂與藤原夏海的「Futa-Radi!!」（2020年2月，超！A&G+）※[137]
- 富田美憂的MIYU學院 放送部！（2020年－播放中，niconico直播、YouTube LIVE）※[138]
- 富田美憂、前田佳織里的“調査依待！”（2020年－播放中，音泉）※[139]
- 髭男爵 文藝復興電台（日语：髭男爵 ルネッサンスラジオ）（2020年11月月份嘉賓，Podcast）※[140]
- 只有我能進入的電台迷宮（2021年－播放中，音泉）※[141]

### 電視節目
- ＜來自富士電視台！（日语：フジテレビからの!）＞（2019年1月10日－6月21日，富士電視台）[142]－節目助理
- 語番組 TV ♪（2019年6月8日、7月6日，TOKYO MX）[143][144][145][146]

### 影像商品
- （2018年12月）[147]

### 其它活動
- 『貧乏神同居！』 朗讀（2019年，旁白、雲母月[148]）
- Netflix原創電視劇『深夜食堂 -Tokyo Stories Season2-』 第7話劇中動畫（2019年，翔太[149]）
- 真人電影『不讓小孩子知道』 劇中動畫（2021年，KOTEKO[150]）

## 音樂作品
聲優組合Kleissis的活動請參照「Kleissis （日語）」，Study的活動請參照「Study （日語）」。

### 單曲
|            | 發行日期       | 單曲名稱（日文名稱） | 規格編號    | 規格編號   | Oricon 最高排名 |
| 初回限定盤 | 發行日期       | 單曲名稱（日文名稱） | 通常盤      |            | Oricon 最高排名 |
| ---------- | -------------- | -------------------- | ----------- | ---------- | --------------- |
| 1st        | 2019年11月13日 | Present Moment       | COZC-1587/8 | COCC-17668 | 第26名          |
| 2nd        | 2020年6月3日   | 翅膀與告白（翼と告白）       | COZC-1663/4 | COCC-17772 | 第12名          |
| 3rd        | 2020年11月11日 | Broken Sky           | COZC-1687/8 | COCC-17818 | 第21名          |
| 4th        | 2022年4月20日  | OveR                 | COZC-1862/3 | COCC-17956 |                 |

### 專輯
|            | 發行日期      | 單曲名稱 | 規格編號    | 規格編號   | Oricon 最高排名 |
| 初回限定盤 | 發行日期      | 單曲名稱 | 通常盤      |            | Oricon 最高排名 |
| ---------- | ------------- | -------- | ----------- | ---------- | --------------- |
| 1st        | 2021年6月30日 | Prologue | COZX-1771/2 | COCX-41464 | 第24名          |

### 商業搭配
| 歌曲名稱       | 商業搭配                           | 時期   |
| -------------- | ---------------------------------- | ------ |
| Present Moment | 電視動畫《放學後桌遊俱樂部》片頭曲 | 2019年 |
| Broken Sky     | 電視動畫《無能力者娜娜》片頭曲     | 2020年 |
| OveR           | 電視動畫《約會大作戰IV》片頭曲     | 2022年 |

### 角色歌曲
| 發行日期 | 標題                                                             | 名義                                                                                     | 曲名                                                          | 商業搭配                                                     |
| 2016年   | 2016年                                                           | 2016年                                                                                   | 2016年                                                        | 2016年                                                       |
| -------- | ---------------------------------------------------------------- | ---------------------------------------------------------------------------------------- | ------------------------------------------------------------- | ------------------------------------------------------------ |
| 3月23日  | YPMA☆GIRLS                                                       | 辣妹子（和氣杏未）、宅妹子（富田美憂）、大小姐（高橋未奈美）                             | 「YPMA☆GIRLS」                                                | 電視動畫《百無禁忌！女高中生私房話》                         |
| 3月23日  | YPMA☆GIRLS                                                       | 辣妹子（和氣杏未）、宅妹子（富田美憂）、大小姐（高橋未奈美）                             | 「OTK -Output The Knowledge-」                                | 電視動畫《百無禁忌！女高中生私房話》相關歌曲                 |
| 2017年   |                                                                  |                                                                                          |                                                               |                                                              |
| 2月22日  |                                                                  | 加百列（富田美憂）、葳奈特（大西沙織）、薩塔妮亞（大空直美）、拉非爾（花澤香菜）         | 「」                                                          | 電視動畫《廢天使加百列》片頭主題曲                           |
| 2月22日  | ☆                                                                | 加百列（富田美憂）、葳奈特（大西沙織）、薩塔妮亞（大空直美）、拉非爾（花澤香菜）         | 「☆」                                                         | 電視動畫《廢天使加百列》片尾主題曲                           |
| 4月26日  | 廢天使加百列 Blu-ray&DVD Vol.2 「天使與惡魔的角色歌曲&原聲帶CD」 | 加百列（富田美憂）、葳奈特（大西沙織）、薩塔妮亞（大空直美）、拉非爾（花澤香菜）         | 「」                                                          | 電視動畫《廢天使加百列》相關歌曲                             |
| 5月10日  | !!                                                               | 劇團春夏秋冬                                                                             | 「!!」                                                        | 電視動畫《雛子的筆記》片頭主題曲                             |
| 5月10日  | !!                                                               | 櫻木雛子（M·A·O）、夏川玖井菜（富田美憂）                                                | 「一緒」                                                      | 電視動畫《雛子的筆記》相關歌曲                               |
| 5月10日  | !!!!!                                                            | 劇團春夏秋冬                                                                             | 「!!!!!」                                                     | 電視動畫《雛子的筆記》片尾主題曲                             |
| 7月26日  | 雛子的筆記 第1卷 角色歌曲記事錄CD                                | 夏川玖井菜（富田美憂）                                                                   | 「」 「!! 夏川玖井菜 獨唱ver.」 「!!!!! 夏川玖井菜 獨唱ver.」 | 電視動畫《雛子的筆記》相關歌曲                               |
| 8月23日  | Deep in Abyss                                                    | 莉可（富田美憂）、雷格（伊瀬茉莉也）                                                     | Deep in Abyss                                                 | 電視動畫《來自深淵》片頭主題曲                               |
| 8月23日  | 旅左手、最果右手                                                 | 莉可（富田美憂）、雷格（伊瀬茉莉也）、娜娜奇（井澤詩織）                                 | 旅左手、最果右手                                              | 電視動畫《來自深淵》片尾主題曲                               |
| 9月20日  | Hang out!!!                                                      | AKATSUKI                                                                                 | 「Hang out!!!」 「Never ending dream」                        | 《溫泉女孩》相關歌曲                                         |
| 2018年   |                                                                  |                                                                                          |                                                               |                                                              |
| 10月31日 | †吸tie Ladies†/HAPPY!!                                           | 索菲·特瓦伊萊特（富田美憂）、天野燈（篠原侑）、夏木日向（Lynn）、愛莉（和氣杏未）        | 「†吸tie Ladies†」                                            | 電視動畫《隔壁的吸血鬼美眉》片頭主題曲                       |
| 10月31日 | †吸tie Ladies†/HAPPY!!                                           | 索菲·特瓦伊萊特（富田美憂）、天野燈（篠原侑）、夏木日向（Lynn）、愛莉（和氣杏未）        | 「HAPPY!! 」                                                  | 電視動畫《隔壁的吸血鬼美眉》片尾主題曲                       |
| 12月19日 | 電視動畫「隔壁的吸血鬼美眉」角色歌曲「 如此晴朗的午後」          | 索菲·特瓦伊萊特（富田美憂）                                                              | 「†吸tie Ladies†」 「HAPPY!!ストレンジフレンズ」              | 電視動畫《隔壁的吸血鬼美眉》相關歌曲                         |
| 12月21日 | 隔壁的吸血鬼美眉 藍光&DVD第1卷特典CD                             | 索菲·特瓦伊萊特（富田美憂）                                                              | 「DIARIUM ～禁～」                                            | 電視動畫《隔壁的吸血鬼美眉》相關歌曲                         |
| 2019年   |                                                                  |                                                                                          |                                                               |                                                              |
| 1月30日  | 鳥籠 廢鐵進行曲 UNIT1！                                          | Bits & Pieces                                                                            | 「！」                                                        | 遊戲《鳥籠 廢鐵進行曲》主題歌曲                              |
| 1月30日  | 鳥籠 廢鐵進行曲 UNIT1！                                          | Bits & Pieces                                                                            | 「」                                                          | 遊戲《鳥籠 廢鐵進行曲》相關歌曲                              |
| 1月30日  | 那些有翅膀的人                                                   | 壽飛行隊                                                                                 | 「翼持者」                                                    | 電視動畫《荒野的壽飛行隊》片尾主題曲                         |
| 1月30日  | 那些有翅膀的人                                                   | 壽飛行隊                                                                                 | 「太陽呼虹」                                                  | 電視動畫《荒野的壽飛行隊》相關歌曲                           |
| 3月13日  | 壽飛行隊飛行隊，一曲入魂！                                       | 千花（富田美憂）                                                                         | 「」                                                          | 電視動畫《荒野的壽飛行隊》相關歌曲                           |
| 4月17日  | 百華繚亂                                                         | 稻葉郷（古賀葵）、岡田切吉房（杉浦栞）、德善院貞宗（富田美憂）                           | 「祭夢」                                                      | 遊戲《天華百劍 -斬-》相關歌曲                                |
| 6月26日  | SHOWTIME FRONTIER！                                              | FRONTIER藝術學校                                                                         | 「！」 「！」                                                 | 遊戲《少女☆歌劇Revue Starlight -Re LIVE-》相關歌曲           |
| 8月28日  | 我們真的學不來！ 藍光&DVD第3卷特典CD                             | 緒方理珠（富田美憂）                                                                     | 「」                                                          | 電視動畫《我們真的學不來！》相關歌曲                         |
| 10月16日 | 溫泉女孩完整專輯 Vol.2                                           | AKATSUKI                                                                                 | 「情熱」 「Diva」                                             | 《溫泉女孩》相關歌曲                                         |
| 10月16日 | 少女☆歌劇Revue Starlight Revue專輯 La Revue Eternal              | 星見純那（佐藤日向）、劉梅芳（竹內夢）、田中悠悠子（佐伯伊織）、野野宮菈菈芬（富田美憂） | 「御座」                                                      | 遊戲《少女☆歌劇Revue Starlight -Re LIVE-》相關歌曲           |
| 10月23日 | On the Board                                                     | 武笠美姬（宮下早紀）、高屋敷綾（高野麻里佳）、大野翠（富田美憂）                         | 「On the Board」                                              | 電視動畫《放學後桌遊俱樂部》片尾主題曲                       |
| 10月23日 | On the Board                                                     | 武笠美姬（宮下早紀）、高屋敷綾（高野麻里佳）、大野翠（富田美憂）                         | 「笑」                                                        | 電視動畫《放學後桌遊俱樂部》相關歌曲                         |
| 2020年   |                                                                  |                                                                                          |                                                               |                                                              |
| 1月22日  | ☆/音頭                                                           | 史坦克（間島淳司）、澤爾（小林裕介）、可利姆維兒（富田美憂）                             | 「☆」                                                         | 電視動畫《異種族風俗娘評鑑指南》片頭主題曲                   |
| 1月22日  | ☆/音頭                                                           | 史坦克（間島淳司）、澤爾（小林裕介）、可利姆維兒（富田美憂）                             | 「音頭」                                                      | 電視動畫《異種族風俗娘評鑑指南》片尾主題曲                   |
| 1月29日  | 我們真的學不來！2 藍光&DVD第2卷特典CD                            | 緒方理珠（富田美憂）                                                                     | 「100取」                                                     | 電視動畫《我們真的學不來！》相關歌曲                         |
| 5月27日  | Never Let You Go！/法則                                          | 新越谷高中女子野球部                                                                     | 「法則」                                                      | 電視動畫《球詠》片尾主題曲                                   |
| 5月27日  | Never Let You Go！/法則                                          | 川口息吹（富田美憂）                                                                     | 「法則」                                                      | 電視動畫《球詠》相關歌曲                                     |
| 6月17日  | 輝夜姬想讓人告白？～天才們的戀愛頭腦戰～ 角色歌曲03 伊井野御子   | 伊井野御子（富田美憂）                                                                   | 「」                                                          | 電視動畫《輝夜姬想讓人告白？～天才們的戀愛頭腦戰～》相關歌曲 |
| 10月30日 | 太陽與彩虹                                                       | 琴川晶（富田美憂）                                                                       | 「太陽」                                                      | 電視動畫《One Room 3rd Season》片尾主題曲                    |
| 10月30日 | 太陽與彩虹                                                       | 琴川晶（富田美憂）                                                                       | 「太陽 (Remix Ver.)」                                         | 電視動畫《One Room 3rd Season》相關歌曲                      |
| 11月25日 | LET'S CLIMB↑                                                     | 花宮女子攀岩部                                                                           | 「LET'S CLIMB↑」                                              | 電視動畫《攀岩！ -Sport Climbing Girls-》片尾主題曲          |
| 11月25日 | LET'S CLIMB↑                                                     | 杉浦野野華（富田美憂）                                                                   | 「LET'S CLIMB↑」                                              | 電視動畫《攀岩！ -Sport Climbing Girls-》片尾主題曲          |
| 11月25日 | LET'S CLIMB↑                                                     | 花宮女子攀岩部                                                                           | 「Feel of the moment」                                        | 電視動畫《攀岩！ -Sport Climbing Girls-》相關歌曲            |
| 12月2日  | THE IDOLM@STER CINDERELLA MASTER Never ends & Brand new！        | 辻野朱里（梅澤惠）、砂塚明（富田美憂）、桐生司（河瀨茉希）                                 | 「Brand new！」                                               | 遊戲《偶像大師 灰姑娘女孩》相關歌曲                          |
| 2021年   |                                                                  |                                                                                          |                                                               |                                                              |
| 4月28日  | Home Sweet Home                                                  | 如月愛麗絲（富田美憂）、雪諾（菊池紗矢香）、蘿絲（村上奈津實）、格琳（高橋未奈美）       | 「Home Sweet Home」                                           | 電視動畫《戰鬥員派遣中！》片尾主題曲                         |
| 4月28日  | Home Sweet Home                                                  | 如月愛麗絲（富田美憂）                                                                   | 「Home Sweet Home」                                           | 電視動畫《戰鬥員派遣中！》相關歌曲                           |

### 其它參加作品
| 發行日期 | 標題                                 | 名義                                                   | 曲名           | 商業搭配                                         |
| 2018年   | 2018年                               | 2018年                                                 | 2018年         | 2018年                                           |
| -------- | ------------------------------------ | ------------------------------------------------------ | -------------- | ------------------------------------------------ |
| 5月29日  | －                                   | 富田美憂、楠木燈、深町未紗、中惠光城、上原明里         | 「My Element」 | 遊戲《極光的雷姆利亞 ～Hidden elements～》主題歌 |
| 2020年   |                                      |                                                        |                |                                                  |
| 4月2日   | Z/X Code reunion Blu-ray BOX2 特典CD | 鈴木愛奈、富田美憂                                     | 「」           | 電視動畫《Z/X Code reunion》片尾主題曲           |
| 4月2日   | Z/X Code reunion Blu-ray BOX2 特典CD | 小倉唯、內田彩、水瀨祈、長繩麻理亞、鈴木愛奈、富田美憂 | 「」           | 電視動畫《Z/X Code reunion》片尾主題曲           |

## 腳註

## 外部連結
- AMUSE官方網站 -AMUSE OFFICIAL WEBSITE- 的聲優簡介 （页面存档备份，存于） （日語）
- 富田美憂的X（前Twitter） （日語）
- 富田美憂的官方個人部落格（页面存档备份，存于） （日語）
- 富田美憂 Official Home Page | 日本古倫美亞（页面存档备份，存于）專設官網 （日語）
- 富田美憂STAFF的X（前Twitter） （日語）